# Manuel Carbonell i Villar
Manuel Carbonell i Villar (Alacant, 1856 — Buenos Aires, 1928) fou un baríton valencià que va treballar a Europa i Amèrica. Fou conegut per la seva interpretació de Carmen de Bizet. Va ser professor de cant i va fundar una acadèmia a Buenos Aires.